# Nationalratswahl in Österreich 1962
- SPÖ: 76
- FPÖ: 8
- ÖVP: 81

- Regierung: 157
- Opposition: 8

Die Nationalratswahl in Österreich 1962 fand am 18. November 1962 statt und war die zehnte in der Geschichte Österreichs. 
Stimmen- und Mandatstärkste Partei wurde die ÖVP von Bundeskanzler Alfons Gorbach. Mit leichten Verlusten landete die SPÖ von Bruno Pittermann auf dem zweiten Platz. Als „dritte Kraft“ konnte sich auch 1962 die FPÖ mit dem ehemaligen SS-Obersturmführer Friedrich Peter als Spitzenkandidaten behaupten, die jedoch ebenfalls leichte Stimmenverluste hinnehmen musste. Auch die KPÖ verlor weiter Stimmen und erreichte zum zweiten Mal nach der Zeit des Nationalsozialismus kein Grundmandat.
Wahlberechtigt waren 4 805 351 Menschen. Die Wahlbeteiligung betrug 92,73 Prozent (1959: 92,90 Prozent).

## Hintergrund
Nachdem Julius Raab am  11. April 1961 als Bundeskanzler zurückgetreten war, wurde Alfons Gorbach sein Nachfolger. Bei der Nationalratswahl 1962 musste er sich erstmals den Wählern stellen. Im Wahlkampf setzte die ÖVP auf Antikommunismus und griff in diesem Zusammenhang auch die SPÖ an. Auf den ÖVP-Plakaten war eine österreichische Landkarte zu sehen, die im Osten von Stacheldraht umgeben ist. „Land an der roten Grenze – Österreich darf nicht rot werden“ war auf den Plakaten zu lesen, die somit die Sozialdemokraten politisch in die Nähe des Ostblocks rückten.
Die SPÖ warnte auf ihren Wahlplakaten vor einer Alleinherrschaft der ÖVP. Dominierender Wahlslogan war „Nicht blind entscheiden!“, illustriert durch einen Mann, der selbigen Schriftzug auf einer weißen Augenbinde trägt. 
Die FPÖ griff das Wahlkampfsujet der SPÖ auf und stellte auf ihren Wahlplakaten einen Mann mit roter Augenbinde dar. Daneben war in großen Buchstaben das Wort „Wohin?“ zu lesen und darüber etwas kleiner der Schriftzug „Schwarz Rote Proporz Diktatur“.
Die KPÖ warb mit Ausgleich zwischen Ost- und Westmächten. „Nicht Hetze, sondern Verständigung sichert Abrüstung und Frieden!“, war als Slogan auf den Plakaten zu lesen, die mit einem Bild John F. Kennedys und Nikita Chruschtschows bedruckt waren.

## Endergebnis

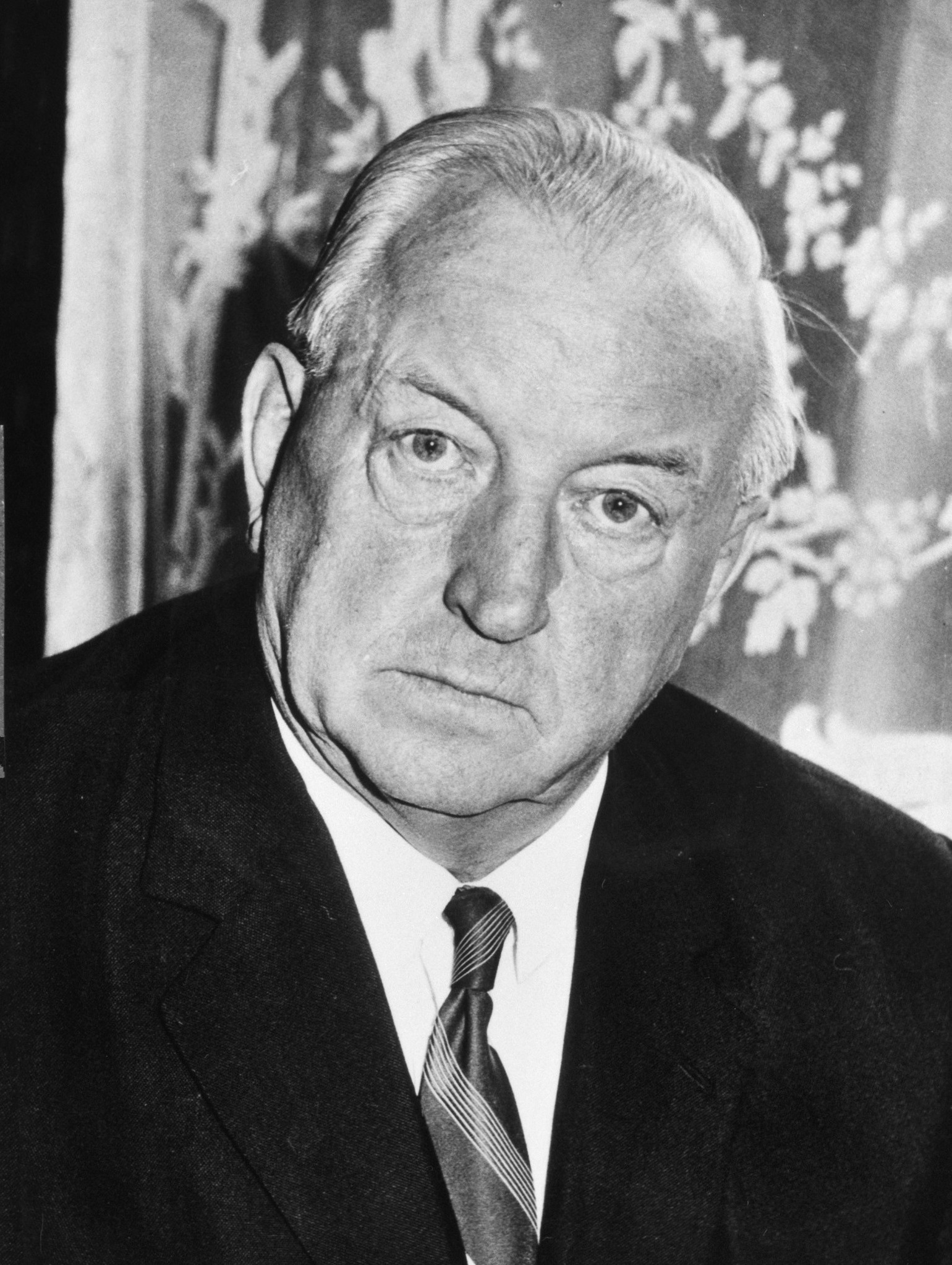
Alfons Gorbach (ÖVP)

| Wahlwerber                                           | Stimmen   | Anteil | Anteil   | Mandate | Mandate |
| Wahlwerber                                           | Stimmen   | 1962   | ± %-Pkte | 1962    | ±       |
| ---------------------------------------------------- | --------- | ------ | -------- | ------- | ------- |
| Österreichische Volkspartei (ÖVP)                    | 2.024.501 | 45,4 % | +1,20    | 81      | +2      |
| Sozialistische Partei Österreichs (SPÖ)              | 1.960.685 | 44,0 % | −0,80    | 76      | −2      |
| Freiheitliche Partei Österreichs (FPÖ)               | 313.895   | 7,0 %  | −0,70    | 8       | ±0      |
| Kommunisten und Linkssozialisten (KLS)               | 135.520   | 3,04 % | −0,23    | 0       | ±0      |
| Europäische Föderalistische Partei Österreichs (EFP) | 21.530    | 0,5 %  | n.k.     | 0       | –       |

n.k. = nicht kandidiert

## Ergebnisse in den Bundesländern
Hier werden die Ergebnisse in den Bundesländern aufgelistet.

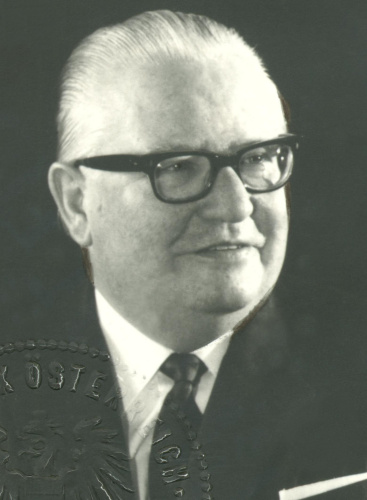
Bruno Pittermann (SPÖ)

| Partei | B        | K    | N    | O    | S    | St   | T      | V    | W    |
| ------ | -------- | ---- | ---- | ---- | ---- | ---- | ------ | ---- | ---- |
| ÖVP    | 48,7     | 34,2 | 52,2 | 48,6 | 46,1 | 46,5 | 61,9   | 55,9 | 34,5 |
| SPÖ    | 46,2     | 49,7 | 41,7 | 41,3 | 38,5 | 43,2 | 30,0   | 28,0 | 52,4 |
| FPÖ    | 0003,997 | 12,5 | 03,4 | 08,0 | 13,7 | 06,8 | 06,5   | 14,9 | 06,6 |
| KPÖ    | 001,04   | 03,2 | 02,6 | 01,8 | 01,8 | 03,4 | 000,98 | 01,3 | 05,0 |
| EFP    |          | 00,4 | 00,1 | 00,2 |      |      | 00,6   |      | 01,4 |

## Folgen
Die Große Koalition aus ÖVP und SPÖ wurde fortgesetzt. Die ÖVP stellte mit Alfons Gorbach weiterhin den Bundeskanzler. Die Bundesregierung Gorbach II nahm am 27. März 1963 ihre Arbeit auf. Am 2. April 1964 übernahm die Bundesregierung Klaus I.
Die Parteien kämpften um den Einfluss beim anfangs unterschätzten Fernsehen. Bei den Koalitionsverhandlungen 1963 wurde auch ein Geheimpapier ausgearbeitet, wonach jeder Posten bei Rundfunk und Fernsehen doppelt zu besetzen war: Ein roter Leiter und ein schwarzer Stellvertreter, oder umgekehrt. Nachdem der Text Hugo Portisch, damals Chefredakteur des Kurier, zugespielt worden war initiierte er das Rundfunkvolksbegehren, welches unter der nächsten Regierung Ende 1964 abgehalten wurde. Umgesetzt wurde es aber erst 1966 unter der ÖVP-Alleinregierung Klaus II.